# Крістел Кобріх
Крістел Кобріх (ісп. Kristel Köbrich, 9 серпня 1985) — чилійська плавчиня.
Учасниця Олімпійських Ігор 2004, 2008, 2012, 2016 років.
Призерка Пантихоокеанського чемпіонату з плавання 2010 року.
Переможниця Панамериканських ігор 2011 року, призерка 2003, 2015, 2019 років.
Переможниця Південнамериканських ігор 2006, 2010, 2014 років, призерка 2002 року.